# Renate Blauel
Renate Blauel (Berlín, 1 de marzo de 1953) es una ingeniera de sonido alemana, reconocida por su trabajo con artistas y bandas como The Human League, Pete Townshend, Paul McCartney, Chris Rea, Marvin Gaye y Mike Oldfield.

## Biografía
Blauel nació en Berlín el 1 de marzo de 1953. A finales de la década de 1970 empezó a trabajar como ingeniera de sonido o parte del equipo técnico de producción en álbumes de artistas y bandas de los Países Bajos como Vitesse y Piet Veerman, antes de desempeñarse como técnica asistente en el disco Platinum del músico británico Mike Oldfield en 1979.
Acto seguido se desempeñó como ingeniera de sonido o técnica en discos como Red Cab to Manhattan de Stephen Bishop, Ready de The Blues Band, Gentlemen Take Polaroids de Japan y MSG de The Michael Schenker Group. En 1981 trabajó en el disco In Our Lifetime de Marvin Gaye y un año después se desempeñó como asistente de producción en Tug of War de Paul McCartney. Otros trabajos discográficos en los que trabajó como ingeniera de sonido fueron Hysteria de The Human League, Another Scoop de Pete Townshend y One Fine Day de Chris Rea.
Su más reciente trabajo como ingeniera se presentó en 2020 en el disco recopilatorio Era 1 de Chris Rea.

## Plano personal
En 1983 formó parte del equipo técnico de producción de Elton John para la grabación de los discos Too Low for Zero y Breaking Hearts. El músico le propuso matrimonio el 10 de febrero de 1984. La pareja se casó cuatro días después y luego de cuatro años se separó. En su autobiografía, John aseguró que hizo un pacto con Blauel de jamás hablar en público de los detalles íntimos de su matrimonio, y que él fue el principal causante del divorcio: «El problema era yo. Todavía era capaz de encerrarme, a solas, con un cargamento de coca cada vez que me apetecía [...] Supongo que yo pensaba que mantener una relación estable pondría fin de algún modo a esa clase de comportamiento. Pero no fue así. Todo lo contrario». El músico también ha manifestado que haber herido a Blauel es una de las cosas de las que más se arrepiente en su vida.
En 2020, Blauel denunció a Elton John por desvelar detalles de su vida en la mencionada autobiografía, y solicitó tres millones de libras como compensación. En octubre del mismo año ambos llegaron a un acuerdo amistoso y cerraron el pleito.
La actriz y cantante neerlandesa Celinde Schoenmaker interpretó a Blauel en la película Rocketman, sobre la vida y carrera de Elton John.

## Discografía destacada
| Año  | Disco           | Artista          | Créditos                |
| ---- | --------------- | ---------------- | ----------------------- |
| 1979 | Platinum        | Mike Oldfield    | Ingeniera asistente     |
| 1981 | In Our Lifetime | Marvin Gaye      | Ingeniera de sonido     |
| 1982 | Tug of War      | Paul McCartney   | Asistente de producción |
| 1984 | Hysteria        | The Human League | Ingeniera de sonido     |
| 1987 | Another Scoop   | Pete Townshend   | Ingeniera de sonido     |
| 2001 | Ready           | The Blues Band   | Ingeniera asistente     |
| 2016 | Pure McCartney  | Paul McCartney   | Ingeniera asistente     |
| 2019 | One Fine Day    | Chris Rea        | Ingeniera de sonido     |
| 2020 | Era 1           | Chris Rea        | Ingeniera de sonido     |

Fuente: